# Дибутилтриптамин
N,N-дибутилтриптамин (DBT) психоактивное вещество из группы триптаминов. В чистом виде он выглядит как кристаллической порошок, либо маслянистое или кристаллическое основание белого цвета. DBT был впервые синтезирован Александром Шульгиным и описан в  книге TiHKAL (Триптамины, которые я знал и полюбил). Шульгин сам не тестировал DBT, но сообщает о дозировке для человека «1 мг / кг в/м». Это говорит о том, что активная доза DBT будет находиться в диапазоне 100 мг. Это вещество было продано для химического исследования и было подтверждено, что это активный галлюциноген, хотя и несколько слабее других подобных триптаминовых производных.
Существует четыре симметричных изомера DBT, которые могут быть произведены, или десять изомеров в целом, если используется несимметричное замещение. Из них известно, что только n-бутиловый аналог DBT является активным в организме человека; Изобутильные, втор-бутильные и трет-бутильные изомеры DIBT, DSBT и DTBT никогда не тестировались, и только DBT и DIBT были произведены Шульгиным.
Несимметричные изомеры BIBT, BSBT, BTBT, IBSBT, IBTBT и SBTBT также возможны, но никогда не были произведены, и никаких прогнозов относительно их активности не было. Шульгин предполагает, что DSBT с-бутиловым изомером может быть более сильным, чем DBT с прямой цепью, но что более разветвленные DIBT и DTBT, вероятно, будут неактивными из-за большей части группы заместителей. Что касается соединений с более длинной цепью, чем бутил, они не были произведены и, вероятно, были бы неактивными. Шульгин упоминает, что моногексильное соединение NHT не имеет активности. Однако несимметричные соединения, такие как метилбутилтриптамин, более перспективны, и широкий диапазон возможных соединений может быть получен путем скрещивания различных изомеров бутила с метильными, этильными, пропильными, изопропильными или аллильными группами.